# Ngadirejo (Pogalan)
Ngadirejo is een bestuurslaag in het regentschap Trenggalek van de provincie Oost-Java, Indonesië. Ngadirejo telt 5416 inwoners (volkstelling 2010).